# Mausoleum of Sayyida Ruqayya
Mausoleum of Sayyida Ruqayya (arabiska: مشهد السيدة رقية) är ett monument i Egypten.   Det ligger i guvernementet Kairo, i den norra delen av landet, i huvudstaden Kairo. Mausoleum of Sayyida Ruqayya ligger 30 meter över havet.
Terrängen runt Mausoleum of Sayyida Ruqayya är platt, och sluttar västerut. Runt Mausoleum of Sayyida Ruqayya är det tätbefolkat, med 383 invånare per kvadratkilometer. Närmaste större samhälle är Kairo, 4,1 km norr om Mausoleum of Sayyida Ruqayya. Trakten runt Mausoleum of Sayyida Ruqayya är ofruktbar med lite eller ingen växtlighet.